# Herbert Baumeister
Herbert Richard „Herb“ Baumeister (* 7. April 1947 in Indianapolis, USA; † 3. Juli 1996 in Grand Bend, Ontario, Kanada) war ein des Serienmordes verdächtigter US-amerikanischer Geschäftsmann. Nachgewiesen wurden ihm sieben Morde.
Baumeister führte in Indianapolis eine bürgerliche Existenz als Gründer des Gebrauchtwarenladens Sav-a-Lot und war Vater dreier Kinder. Seine homosexuellen Neigungen hielt er bis zu seinem Tod geheim und lebte sie nur aus, wenn er seine Familie unter dem Vorwand, arbeiten zu müssen, alleine in Urlaub geschickt hatte. Im Jahr 1994 geriet er unter Mordverdacht, nachdem mehrere junge Männer verschwunden waren. Allen Vermissten war gemeinsam, dass sie kurz vor ihrem Verschwinden in Homosexuellen-Lokalen gesehen wurden, die auch Baumeister in der fraglichen Zeit häufig besucht hatte. Ein Zeuge, den er unter dem Decknamen Brian mit zu sich nach Hause genommen hatte, gab zunächst den entscheidenden Hinweis auf seine Neigung zu Strangulations- und Erstickungsspielen. Nach einem zweiten Treffen mit Baumeister, welches ein Jahr später stattfand, teilte er der Polizei dessen Kfz-Kennzeichen mit. Da ein Durchsuchungsbeschluss dennoch nicht erwirkt werden konnte und Baumeister die Erlaubnis für eine Durchsuchung seines Waldgrundstücks verweigerte, konnte diese erst stattfinden, als seine Frau dem in seiner Abwesenheit zustimmte. Man grub die sterblichen Überreste von sieben jungen Männern aus.
Baumeister wurde eine Woche später im Pinery Provincial Park bei Grand Bend tot aufgefunden. Er hatte per Kopfschuss aus einer .357er Magnum Suizid begangen. In seinem Abschiedsbrief gestand er die Morde jedoch nicht, sondern führte geschäftliche Schwierigkeiten und Eheprobleme als Grund an. Zehn weitere zwischen 1980 und 1990 in Indiana und Ohio begangene Morde werden ihm angelastet.